# Zuiderzeewet
De Zuiderzeewet is een raamwet uit 1918. De wet was geldig tot 2005.

## Bepalingen
De Zuiderzeewet is een raamwet, ze bepaalde slechts dat de Zuiderzee voor rekening van de Staat zou worden afgesloten door een afsluitdijk “loopende van de Noordhollandsche kust door het Amsteldiep naar het eiland Wieringen en van dit eiland naar de Friesche kust bij Piaam” en dat gedeelten van de af te sluiten Zuiderzee zouden worden drooggemaakt. Op een later tijdstip zou de regering bepalen welke gedeelten van de Zuiderzee zouden worden ingepolderd en in welke volgorde. De wet bevatte in artikel 3 ook de opdracht dat bij de wet worden geregeld en vastgesteld de maatregelen ter tegemoetkoming aan de Zuiderzee-visschersbevolking, wegens de schade welke de afsluiting mocht berokkenen, de zogenaamde Zuiderzeesteun.

## Aanloop
In 1886 werd door enkele particulieren de Zuiderzeevereeniging opgericht. Doel van de vereniging was het opstellen van een plan om de Zuiderzee af te sluiten en geheel of gedeeltelijk in te polderen. Dit plan zou vervolgens aan de regering moeten worden aangeboden. Het plan werd opgesteld door de jonge civiel ingenieur Cornelis Lely. Het zogenaamde Plan-Lely was in 1891 voltooid. 
De Zuiderzeevereniging had goede contacten met politici, maar door de economische situatie en politieke ontwikkelingen zou het lang duren voordat het Plan-Lely gerealiseerd zou worden. Onder het Kabinet-Pierson ontstond in 1901 een wetsvoorstel, dat echter na de val van het kabinet door het Kabinet-Kuyper werd ingetrokken. Pas in 1913 keerde het tij. Cornelis Lely werd in dat jaar voor de derde maal Minister van Waterstaat in het (oorlogs)kabinet-Cort van der Linden (1913 - 1918).
De troonrede van 1913 meldde het voornemen om in die kabinetsperiode een Zuiderzeewet aan het parlement voor te leggen, maar de regering kreeg al snel haar handen vol aan het handhaven van de neutraliteit tijdens de uitgebroken Eerste Wereldoorlog.
Tijdens de Watersnood van 1916 werd het duidelijk dat er iets moest gebeuren. De dijken rond de Zuiderzee braken door en de tot in Amsterdam ondergebrachte koeien uit het ondergelopen Waterland overtuigden niet alleen de bevolking, maar ook de Beurs ervan dat handelen geboden was. Daarnaast richtte de strikt te betrachten neutraliteit de aandacht op de noodzaak van een eigen nationale voedselvoorziening, en daar was extra landbouwgrond voor nodig.
Op 21 maart 1918 werd de Zuiderzeewet door de Tweede Kamer aangenomen. Nadat op 13 juni 1918 ook de Eerste Kamer met de wet instemde, werd ze op 14 juni 1918 in het Staatsblad afgekondigd.

## Tegenstand
Minister van Financiën Van Gijn bleef zich vanwege de door hem verwachte hoge rente tegen de afdamming en inpoldering der Zuiderzee verzetten, maar de voorzitter van de Zuiderzeevereeniging Vissering - die ook president van De Nederlandsche Bank was - diende hem keer op keer van repliek. Ter voorbereiding en begeleiding van de uitvoering van de Zuiderzeewerken werd de Zuiderzeeraad ingesteld, met Lely als voorzitter en Vissering als lid en als later vicevoorzitter.
Slechts op de achtergrond was er nog verzet, behalve van vissers ook van koningin  Wilhelmina, die vreesde dat na afdamming en inpoldering van de Zuiderzee de Hollandse Waterlinie bij oorlogsgevaar niet snel genoeg onder water kon worden gezet.
Het belang van de veiligheid en de landbouw wogen echter zwaarder dan de bezwaren van de tegenstanders, en nieuwe tactische inzichten veranderden de wijze van oorlog voeren zodanig dat de Hollandse Waterlinie haar betekenis verloor. Daarna stond niets de uitvoering van de wet meer in de weg.

## Uitvoering
De Zuiderzeewerken beginnen, na een lange voorbereidingsperiode, met de aanleg van Proefpolder Andijk in 1926. Hierbij werd gekeken naar de mogelijkheden voor de ontwikkeling van landbouwgrond op de bodem van de voormalige Zuiderzee.
Een jaar later werd begonnen met de aanleg van de Afsluitdijk. De ontwikkelingen op rij:
- Proefpolder Andijk (1927 - 40 ha)
- Wieringermeer (1930 - 20 000 ha)
- Noordoostpolder (1942 - 48 000 ha)
- Oostelijk Flevoland (1957 - 54 000 ha)
- Zuidelijk Flevoland (1968 - 43 000 ha)

In 1976 was de dam tussen Lelystad en Enkhuizen klaar als onderdeel van de inpoldering van de Markerwaard. Inmiddels waren wel de inzichten dusdanig gewijzigd dat dit deel van het plan niet is uitgevoerd. In 2003 werd door de regering besloten dat de Markerwaard niet zou worden drooggelegd.
De Zuiderzeewet is met de komst van de Wijzigingswet Wet op de waterkering en intrekking Deltawet grote rivieren, etc. in 2005 ingetrokken.